# Ellas Artes
Ellas Artes (2019) es una plataforma de educación y divulgación artística que brinda apoyo, reconocimiento y herramientas a mujeres que trabajan en la industria creativa en el campo de las artes visuales. En 2022, recibió el apoyo internacional del Creative Bootcamp por el British Council para el desarrollo y consolidación del proyecto.

## Historia
El proyecto es creado por Grecia Pérez Calderón, egresada de Ciencias de la Comunicación de la Facultad de Ciencias Políticas y Sociales por la Universidad Nacional Autónoma de México, emprendedora, docente y especialista en historia del arte. 
En sus inicios, la plataforma Ellas Artes se estableció por medio de una cuenta en la red social de Instagram dirigida a estudiantes, donde se publicaba información sobre la vida y la obra de las artistas plásticas como un ejercicio para visibilizar y reconocer el aporte de las mujeres a la historia del arte. En el contexto de la pandemia Covid-19 la plataforma se hizo mucho más popular y se desarrolló la creación de cursos en línea como Herstoria del Arte y Las Genias del Arte, para dar a conocer a las mujeres artistas clave y explorar la historia del arte desde una perspectiva feminista, modificando las narrativas dominantes que representan a las mujeres como musas, y a los hombres como los únicos grandes creadores del arte. Además, se desarrollan talleres formativos en temas relacionados con la industria creativa con perspectiva de género sobre la propiedad intelectual y educación financiera.
El proyecto ingresó a la incubadora Innova UNAM en el área social y ha formado a mujeres artistas, estudiantes, jóvenes, arquitectas, actrices, diseñadoras, ilustradoras, comunicadoras, productoras audiovisuales, escritoras, entre otras.

## Reconocimientos
El proyecto fue seleccionado para participar en el Programa Explorer: Jóvenes con Soluciones (edición 2021-2), de Banco Santander, que ofrece una formación intensiva sobre emprendimiento, incluyendo asesorías por parte de personas expertas y destacadas en el emprendimiento internacional. Después de participar en dicho programa, Ellas Artes fue uno de los proyectos ganadores del Explorer Trip, el cual consistió en un viaje a la European Innovation Academy.